# Rainier Beach (Tren Ligero de Seattle)
Rainier Beach es una estación de la línea Central Link del Tren Ligero de Seattle. La estación es administrada por Sound Transit. La estación se encuentra localizada en 9132 Martin Luther King Jr Way South en Seattle, Washington. La estación de Rainier Beach fue inaugurada el 18 de julio de 2009.

## Descripción
La estación Rainier Beach cuenta con 1 plataforma central.

## Conexiones
La estación es abastecida por las siguientes conexiones: 
- King County Metro: 8, 9x, 106 y 107.